# Mikołaj Witczak
Mikołaj Franciszek Witczak (ur. 2 lipca 1896 we Wrocławiu, zm. 25 kwietnia 1976 w Rybniku) – polski działacz społeczny i przedsiębiorca, działacz plebiscytowy, powstaniec śląski.

## Życiorys
Mikołaj Franciszek Witczak urodził się we Wrocławiu. Był synem pochodzącego z Wielkopolski Mikołaja seniora i Niemki, Marii Anny von Adlersfeld. Miał czwórkę rodzeństwa, jednak wieku dorosłego dożył jedynie sam Mikołaj i jego młodszy brat Józef.
Działał w POW Górnego Śląska. Był organizatorem 2 „Południowego” Pułku Strzelców Rybnickich, szefem referatu organizacyjnego w Piotrowicach. W czasie I powstania śląskiego dowodził, wspólnie z Janem Wyglendą, w potyczce pod Godowem, natomiast podczas II powstania kierował zdobyciem Wodzisławia. W latach 1920–1921 był inspektorem Centrali Wychowania Fizycznego na powiaty: rybnicki, raciborski i pszczyński. W trakcie III powstania pełnił funkcję zastępcy dowódcy Grupy „Południe”.
W okresie międzywojennym był współwłaścicielem uzdrowiska w Jastrzębiu-Zdroju. Był działaczem Związku Powstańców Śląskich.
W związku z wybuchem II wojny światowej, z obawy przed niemieckimi prześladowaniami, razem z bratem zdecydował się opuścić Polskę. Służył w Polskich Siłach Zbrojnych na Zachodzie. W 1946 wrócił do kraju, był kilkakrotnie aresztowany. 
Jego żoną była pochodząca z Czech malarka Jarmila Růžena Witczak z domu Totušek (1908–1976). W 2023 w sanatoryjnej części Jastrzębiu-Zdroju odsłonięto mural upamiętniający postacie Mikołaja i jego żony.
Zmarł 25 kwietnia 1976 w Rybniku, dzień po śmierci Jarmily. Oboje zostali pochowani na cmentarzu parafii Najświętszego Serca Pana Jezusa w Jastrzębiu-Zdroju.

## Odznaczenia
- Krzyż Niepodległości z Mieczami
- Krzyż Oficerski Orderu Odrodzenia Polski[3]
- Krzyż Walecznych
- Śląski Krzyż Powstańczy
- Krzyż na Śląskiej Wstędze Waleczności i Zasługi